# 森伯尔布尔县
森伯尔布尔县（Sambalpur district）是印度奧里薩邦的一個縣，位於該國東部，面積6,702平方公里，每年平均降雨量1,530毫米，識字率為67.25%，2001年人口935,613，人口密度每平方公里140人。

## 外部連結
- 官方网站